# Sideroxylon leucophyllum
Sideroxylon leucophyllum là một loài thực vật có hoa trong họ Hồng xiêm. Loài này được S.Watson miêu tả khoa học đầu tiên năm 1889.